# 鳥居断三
鳥居 断三（斷三、とりい だんぞう、1838年（天保9年） - 1911年（明治44年）1月27日）は、幕末の大垣藩士。明治時代の官吏。判事。弁護士。三河県知事。柏崎県参事。大審院判事、東京始審裁判所長、東京重罪裁判所長。本姓は平、名は重雄。

## 経歴
美濃大垣藩士。戊辰戦争では1868年（慶応4年1月）大垣藩軍事副総裁助役、のち同藩軍事奉行として東山道先鋒軍に従い、各地を転戦した。
1868年（明治元年）三河県知事に就任する。ついで大垣藩権大参事、1869年（明治2年）刑部少丞を経て、1872年（明治5年）柏崎県参事となる。
1874年（明治7年）頃、陸軍省六等出仕を拝命し第五局第一課長兼第七課長に補され、1876年（明治9年）六等判事に転じ、東京上等裁判所詰、大審院詰、1878年（明治11年）広島裁判所長を経て、1881年（明治14年）大審院判事となった。
1884年（明治17年）12月11日、東京始審裁判所長に補され、東京控訴院評定官を歴任後退官し、郷里の大垣で弁護士を開業した。ほか、東京重罪裁判所長を歴任した。
1911年（明治44年）1月27日、大垣で病没した。

## 栄典
位階
- 1870年（明治3年）頃 - 従六位[1]
- 1884年（明治17年）2月21日 - 正六位[1]
- 1886年（明治19年）7月8日 - 従五位[1]
- 1890年（明治23年）7月30日 - 従四位[2]
- 1911年（明治44年）1月27日 - 正四位[5]

勲章等
- 1882年（明治15年） - 勲五等双光旭日章[4]
- 1888年（明治21年）5月29日 - 勲四等旭日小綬章[2]
- 1911年（明治44年）1月27日 - 勲三等瑞宝章[5]

## 親族
- 庶子：鳥居百三（大日本帝国陸軍軍医総監）[6]